# 失控的布朗森
《失控的布朗森》（英語：Bronson）是一部2008年英國犯罪傳記電影，取材自真實人物「英國最暴力囚犯」查爾斯·布朗森的一生。導演為尼可拉·溫丁·黑芬，主角查爾斯·布朗森由汤姆·哈迪飾演。該片使用非線性的超現實手法，以主角的內心獨白與支離破碎的片段，拼湊出查爾斯荒謬傳奇的經歷。

## 演員
- 汤姆·哈迪 飾 查爾斯·布朗森
- 馬特·金（Matt King） 飾 保羅·丹尼爾斯（Paul Daniels），夜總會老闆和前囚徒
- 詹姆斯·蘭斯（James Lance） 飾 監獄藝術老師菲爾·丹尼爾森（Phil Danielson）
- 阿曼達·伯頓（Amanda Burton） 飾 查爾斯的母親
- 凱利·亞當斯（Kelly Adams） 飾 查爾斯的妻子艾琳·彼得森（Irene Peterson）
- 朱麗葉·奧爾德菲爾德（Juliet Oldfield） 飾 查理的情人艾莉森（Alison）
- 喬納森·菲利普斯（Jonathan Phillips） 飾 典獄長
- 馬克·普利（Mark Powley） 飾 獄卒安迪·洛夫（Andy Love）
- 休·羅斯 飾 傑克叔叔
- 盧恩·安德魯（Luing Andrews）飾 獄卒
- 喬·塔克（Joe Tucker） 飾 約翰·懷特（John White），蘭普頓的病人
- 戈登·布朗（Gordon Brown） 飾 螺絲釘，與查爾斯對決的格鬥家
- 查理·懷曼（Charlie Whyman） 飾 蘭普頓的病人

## 外部連結
- 互联网电影数据库（IMDb）上《Bronson》的资料（英文）
- Box Office Mojo上《Bronson》的資料（英文）
- 爛番茄上《Bronson》的資料（英文）
- Metacritic上《Bronson》的資料（英文）